# Ferhatlije
Ferhatlije es una población rural de la municipalidad de Hadžići, en Bosnia y Herzegovina.

## Demografía
Hasta 2013 la población era de 90 habitantes.